# Francisco L. de Saldaña
Francisco L. de Saldaña nació en Tula, Tamaulipas. Fue presidente de la Suprema Corte de Justicia del Estado de Tamaulipas en 1868 y gobernador interino del estado del 16 de abril al 1 de agosto de 1868. Tras la renuncia de Juan José de la Garza, nuevamente fue gobernador interino del 1 de diciembre de 1869 al 1 de septiembre de 1870 para entregar el puesto al general Servando Canales.